# Wolfgang Klien

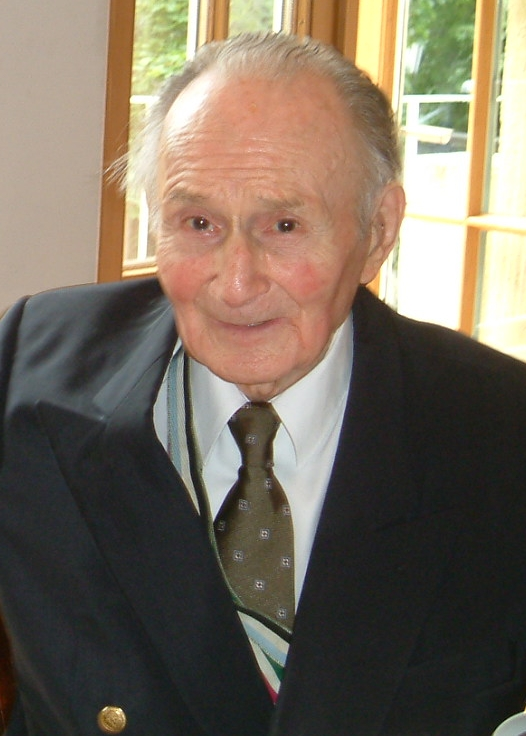
Wolfgang Klien mit den Bändern der Corps Suevia München und Saxonia Kiel

Wolfgang Klien (* 14. September 1907 in Leipzig; † 12. November 2006 in Pinneberg) war ein deutscher Verwaltungsjurist, Tischler, Maler und Kunstwissenschaftler.

## Leben
Kliens Eltern waren der Rechtsanwalt und Notar Dr. Georg Klien und dessen Ehefrau Gertrud geb. Hasse. Wolfgang Klien besuchte die Bürgerschule in Leipzig und die Dreikönigschule in Dresden. Nach dem Abitur im Frühjahr 1927 immatrikulierte er sich zum Sommersemester 1927 an der Universität Leipzig. Zum Wintersemester 1927/28 wechselte er als stud. iur. an die Ludwig-Maximilians-Universität München. Am 27. November 1927 im Corps Suevia München acceptiert, wurde er am 23. Juni 1928 recipiert. Zum Sommersemester 1929 ging er an die Christian-Albrechts-Universität zu Kiel. Im 4. Semester wurde er im Corps Saxonia Kiel aktiv. Insgesamt focht er 13 unbeanstandete Mensuren. Als Inaktiver beendete er das Studium 1931 mit dem Referendarexamen in Leipzig. 1933 wurde er dort zum Dr. iur. promoviert. Nach dem Assessorexamen (1936) und zwei Jahren als Anwaltsassessor und Hilfsrichter trat er 1938 als Finanzassessor zur Reichsfinanzverwaltung über. Der Reichsminister der Finanzen ernannte ihn am 20. Juli 1939 zum Regierungsassessor. Im Zweiten Weltkrieg war Klien jahrelang an der Eismeerfront in Nordfinnland eingesetzt.

### Nachkriegszeit
Als Leutnant der Infanterie geriet er 1945 in amerikanische Kriegsgefangenschaft. Als sie nach einem Jahr endete, ließ er sich nicht in seine unter sowjetischer Besatzung stehende Heimatstadt Leipzig, sondern in die Amerikanische Besatzungszone entlassen. In Düsseldorf nahm ihn sein Corpsbruder Hardy Zimmer auf. Sein „Leibbursch ehrenhalber“ betrieb dort mit seinen Schwestern „zum Zeitvertreib“ eine Papierfabrik, die ihm sein Vater, Generaldirektor bei Persil, vermacht hatte. Einen juristischen Job für Klien hatte er nicht; aber Klien wollte gern – „ohne politischen Zwang“ – eine Tischlerausbildung in einer angeschlossenen Schreinerei machen. Zimmer willigte ein, nahm aber Klien das Versprechen ab, den Männern in der Schreinerei seinen Dr. iur. zu verschweigen, um keine sozialen Spannungen aufkommen zu lassen. Nach sechs Jahren bestand Klien die Meisterprüfung mit „sehr gut“. Von 1952 bis 1956 war er als technischer Zeichner und Bauleiter in Düsseldorfer und Tübinger Architekturbüros tätig. Seine Kenntnisse in der Wärmedämmung und in der Problematik von Flachdächern zeichnete ihn vor vielen Architekten aus. Darüber schrieb er in Architekturzeitungen interessante Artikel. Der Inhaber eines Instituts für Schall- und Wärmeschutz in Essen bot ihm die Stelle eines Leiters seiner Architekturabteilung an. Dennoch kehrte er aus Sorge um die Altersversorgung von Verwandten in der DDR in seinen Juristenberuf zurück. Er ging zur Finanzverwaltung Hessens. 1970 ließ er sich mit 62 Jahren in Kassel als Oberregierungsrat pensionieren.

### Hamburg
Von der norddeutschen Landschaft und Hamburg angezogen, zog er (wohl aus wirtschaftlichen Gründen) nach Pinneberg. Auf der Suche nach einer künstlerischen Zukunft studierte er an der Universität Hamburg Kunstgeschichte und Archäologie. 1983 – mit 76 Jahren – machte er den Magister Artium mit „gut“. Die Magisterarbeit befasste sich mit der Marmorgruppe „Der Fischer“ des Altonaer Bildhauers Johannes Uhde (1858–1893), heute im Vestibül des Jenisch-Hauses. Klien widmete sich seiner alten Neigung zur Zeichnung und Malerei. Er besuchte Malkurse und reiste mit Staffelei und Malerausrüstung durch Europa. Es entstanden viele Gemälde, von denen die meisten nach seinem Tode zugunsten einer Kinderstiftung in Pinneberg versteigert wurden. In den letzten zehn Jahren seines Lebens wandte er sich der Literatur zu. Als beachtetes Mitglied der Goethe-Gesellschaft schrieb er ein Buch zu Johann Wolfgang von Goethes 250. Geburtstag. Es befasste sich mit Goethes Wirkung auf die Zeitgenossen und seine Bedeutung als Jurist. Es wurde als Hörbuch mit Christoph Lindert vertont. Nebenbei schrieb Klien einen (guten) Kunstführer über die Geschichte der Landschaftsmalerei und eine Sammlung von Balladen mit ihrem geschichtlichen Hintergrund.
Von kleinem Wuchs, lebte Klien zeitlebens sehr gesund. Er hielt eine besondere Diät, betrieb Skilanglauf und Tennis bis ins hohe Alter, wurde Ehrenmitglied des Pinneberger Tennisclubs und schaffte mit 90 Jahren noch 20 Ballwechsel. Im Pinneberger Judoclub errang er im 8. Lebensjahrzehnt den braunen Judogürtel. Er lief im Eiskunstlauf die 8 rückwärts und liebte den Gesellschaftstanz. In seinen letzten Jahren verwirklichte er seine „Utopie“ – Faust I auswendig zu können und zu kennen. Nachweislich aus dem Gedächtnis, ließ er im September 2005 in einem Eppendorfer Tonstudio vier Compact Discs aufnehmen – nicht nur Goethes Text, sondern auch Kommentare und die Schilderung der Bühnenbilder, die er mit Kohlestift skizziert hatte. Kliens Stimme war hell und von liebenswürdigem, melodischen Leipziger Tonfall getragen. Sein Publikum waren Gymnasialklassen. Sein Leben endete nach 99 Jahren durch einen Herzinfarkt. Beigesetzt wurde er am 24. November 2006 auf dem Stadtfriedhof Pinneberg. Die Grabrede hielt sein Neffe Markus Winkler, Ordinarius für Germanistik und Komparatistik an der Universität Genf. Klien war von 1979 bis an sein Lebensende aktives Mitglied des Academischen Clubs zu Hamburg.

## Werke
- 15 Balladen und ihre geschichtlichen Hintergründe. Jahn & Ernst, Hamburg 1988. ISBN 978-3-92524-258-8.
- Der Siegeszug der Landschaftsmalerei : eine Entwicklungsgeschichte der Landschaftsmalerei in Europa, mit 150 Abbildungen. Jahn & Ernst, Hamburg 1990. ISBN 978-3-92524-290-8.
- Bäume – unsere Freunde. Jahn & Ernst, Hamburg 1990 (Feder- und Bleistiftzeichnungen Kliens, versehen mit Wald- und Baumzitaten).
- Goethes Naturlyrik und Allgefühl : eine Zusammenstellung besonders poetischer Partien in Goethes Werk. Fouqué Literaturverlag, Egelsbach Frankfurt am Main München Bremen New York 1999. ISBN 978-3-82674-401-3.
- „Er sprach viel und trank nicht wenig“ – Goethe. Wie berühmte Zeitgenossen ihn erlebten. Langen Müller Verlag, München 2000. ISBN 978-3-78442-703-4.